# مکزیکوسیتی
مکزیکوسیتی (به اسپانیایی: Ciudad de México) یک حوزهٔ فدرال و پایتخت کشور مکزیک است. مکزیکو سیتی یک نهاد فدرال در کشور مکزیک است که جزو هیچ‌کدام از ایالت‌های ۳۱گانهٔ این کشور نیست اما به فدراسیون به‌عنوان یک کُل تعلق دارد. مکزیکو سیتی بزرگ‌ترین شهر این کشور و همچنین مهم‌ترین مرکز سیاسی، فرهنگی، آموزشی و اقتصادی مکزیک است.
به‌عنوان یک شهر جهانی مکزیکو سیتی یکی از مهم‌ترین مراکز مالی در قاره آمریکا است. این شهر در درهٔ مکزیک (Valle de México) و در ارتفاع ۲٬۲۴۰ متر (۷٬۳۵۰ فوت) قرار گرفته است. این شهر شامل ۱۶ بخش است.
در سال ۲۰۲۰ میلادی جمعیت این شهر حدود ۹٫۲ میلیون نفر تخمین زده شد و مساحت آن نیز ۱٬۴۸۵ کیلومتر مربع (۵۷۳ مایل مربع) برآورد شده است. بر اساس تعریف اخیر که مورد موافقت دولت فدرال و حکومت است، کلانشهر مکزیکوسیتی دارای ۲۱٫۸ میلیون نفر جمعیت است که پرجمعیت‌ترین شهر در نیم‌کره غربی و در میان کشورهای اسپانیایی‌زبان محسوب می‌شود.

## جغرافیا
مکزیکوسیتی بر سطح یک دریاچه باستانی خُشک‌شده به نام تکس‌کوکو بنا شده است. به دلایل شرایط جغرافیایی، مکزیکو سیتی یکی از زلزله‌خیزترین شهرهای پرجمعیت جهان است.

## جمعیت
جمعیت خود شهر ۹٬۲۰۹٬۹۴۴ نفر و جمعیت کلانشهر برابر با ۲۱٬۸۰۴٬۵۱۵ نفر است (برآورد سال ۲۰۲۰).

## تاریخ
مکزیکو سیتی پس از تخریب شهر تنوچتیتلان توسط امپراتوری اسپانیا که در ۱۳۲۵ بنا شده بود شکل گرفت.

## حمل‌ونقل
زیرساخت‌های درون‌شهری:
- فرودگاه بین‌المللی مکزیکو سیتی
- متروی مکزیکو سیتی

### فرودگاه
سال ۲۰۲۳، فرودگاه بین‌المللی مکزیکوسیتی خود را به عنوان یکی از شلوغ‌ترین فرودگاه آمریکای لاتین و پانزدهمین فرودگاه شلوغ در آمریکا شمالی معرفی کرد. همچنین این فرودگاه نسبت به سال ۲۰۲۲ رشد ۴٫۷ داشته است.

### مترو

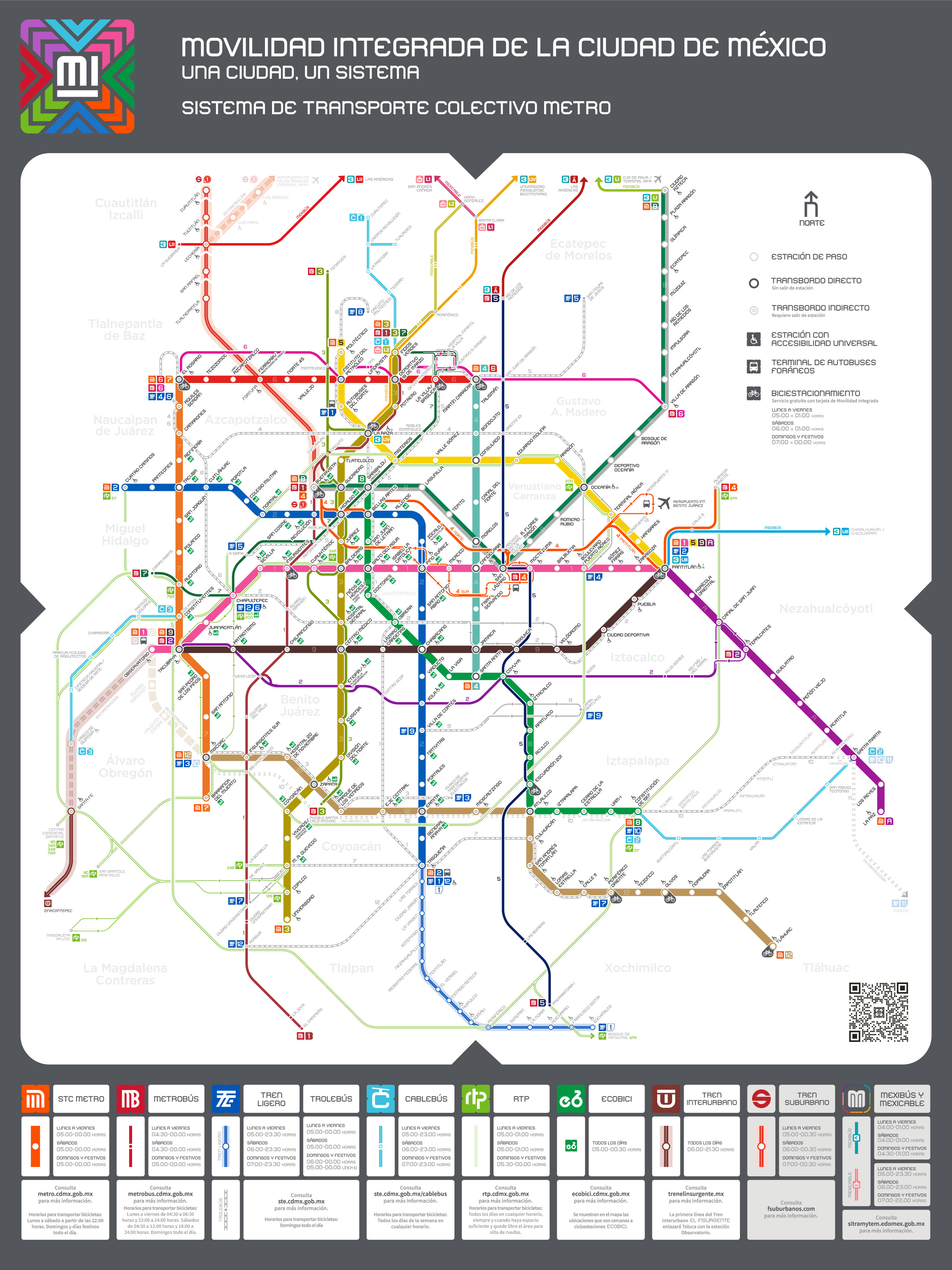
نقشه مترو مکزیکوسیتی

متروی مکزیکو سیتی در سال ۱۹۶۹ تأسیس شده و هم‌اکنون دارای ۱۲ خط و ۱۹۵ ایستگاه می‌باشد.

## نگارخانه

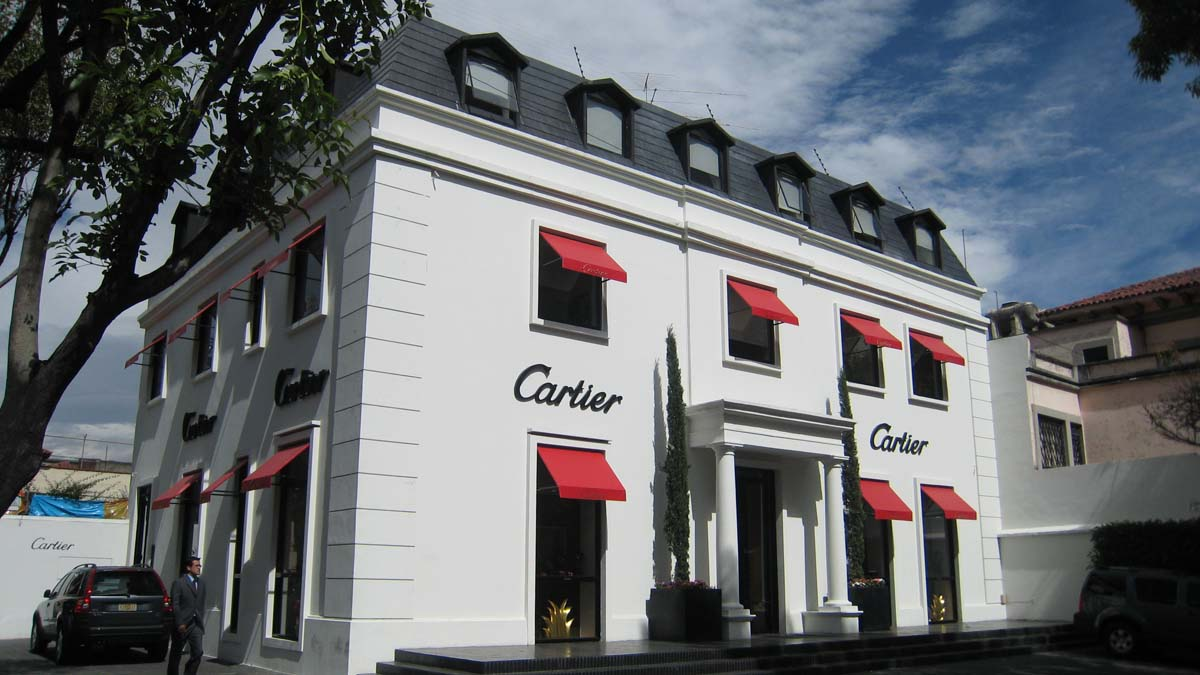
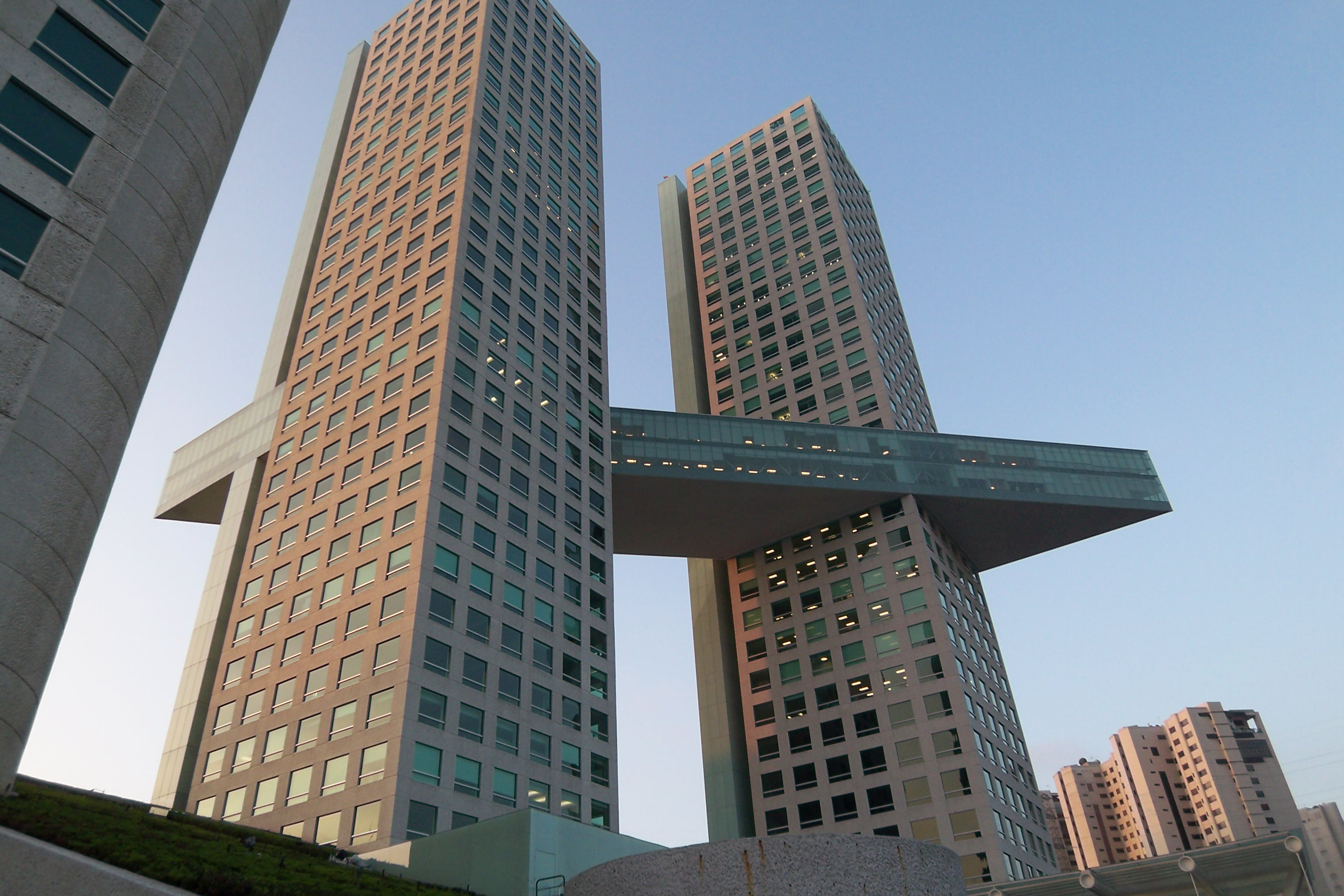
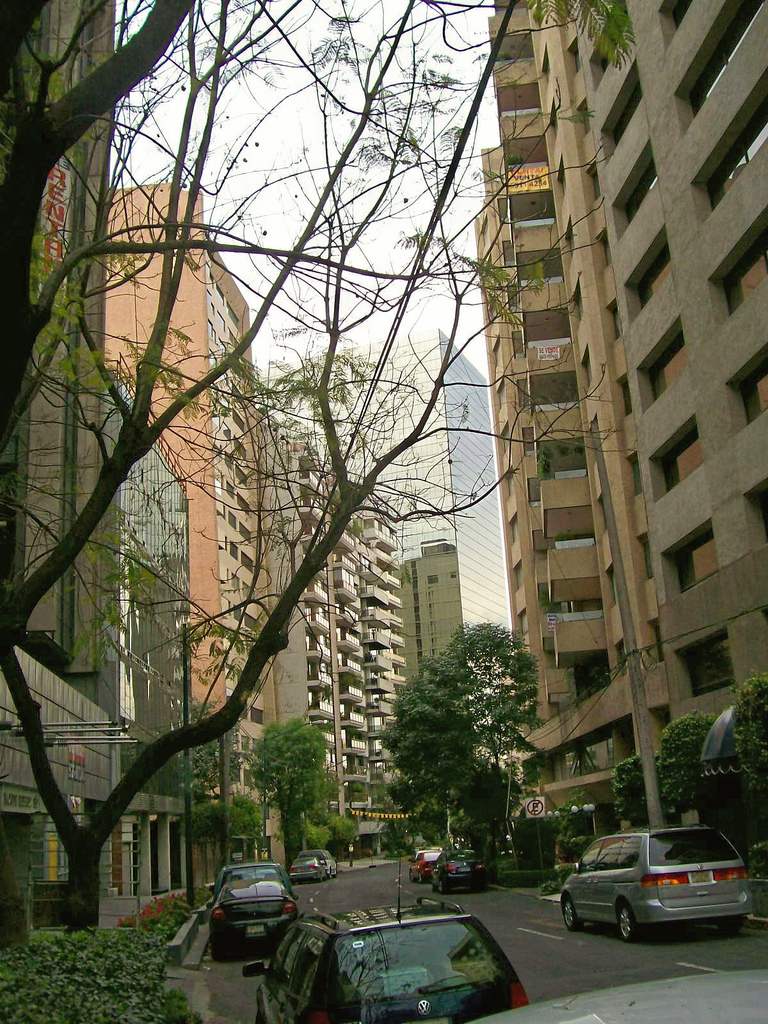
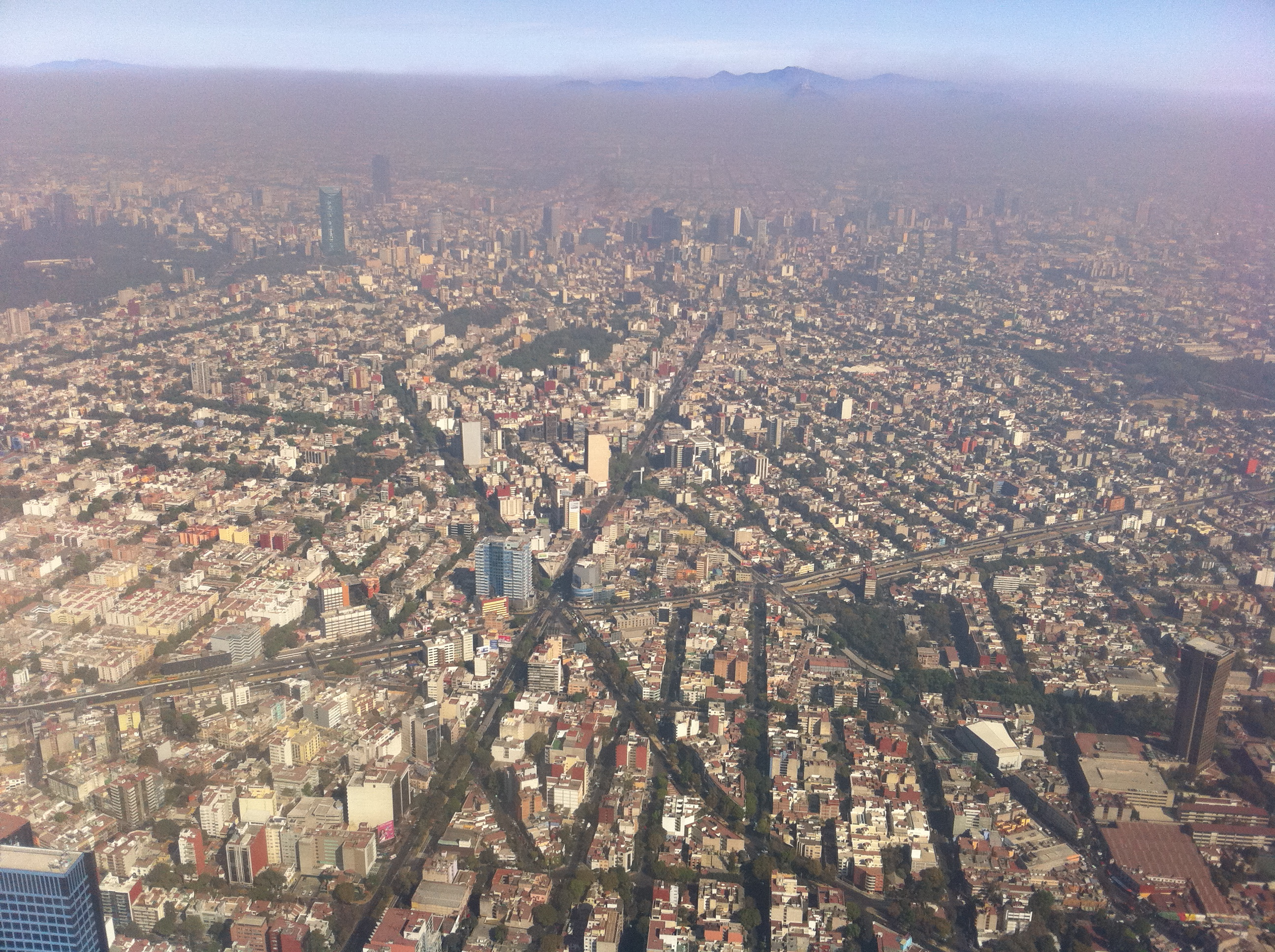
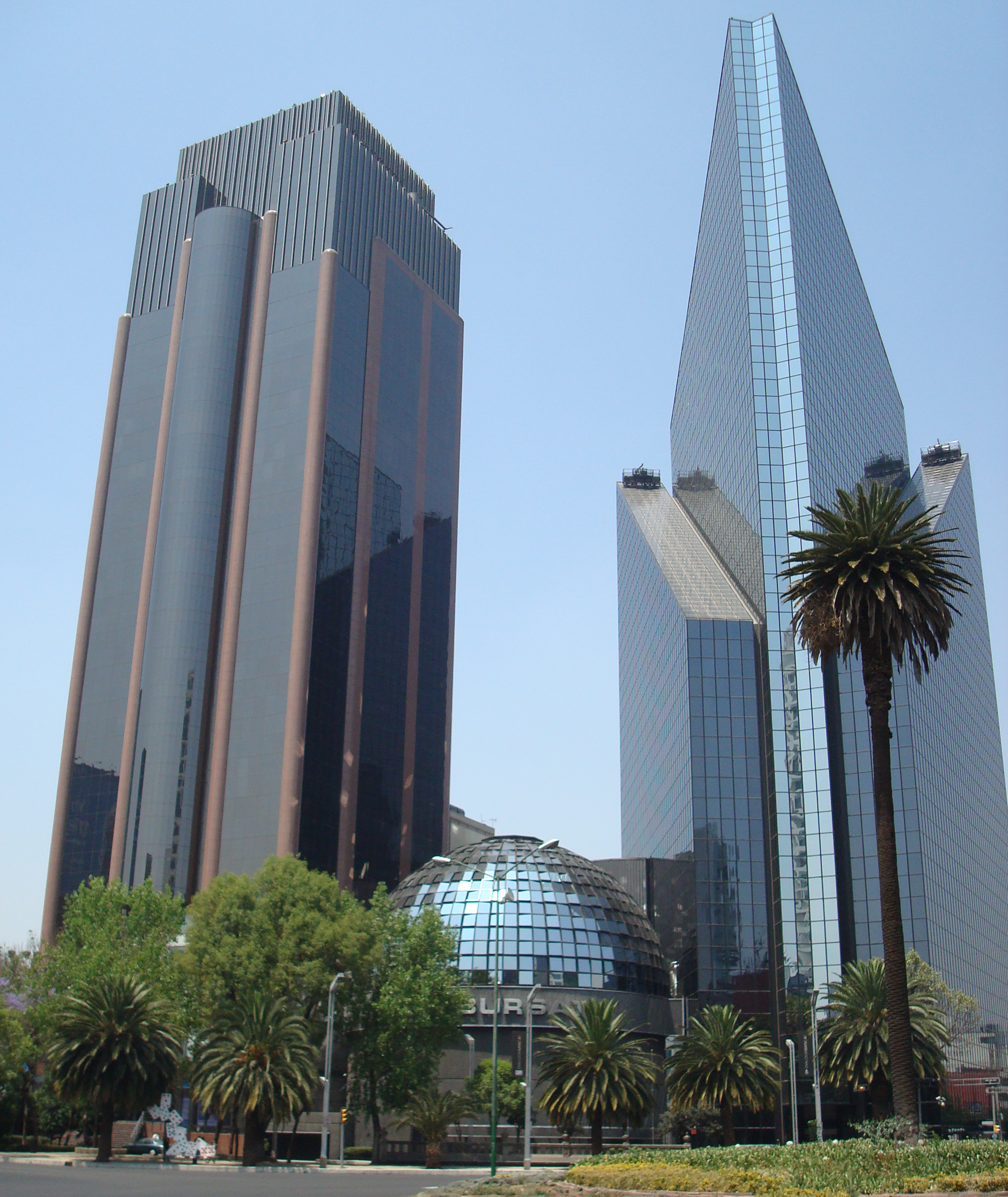
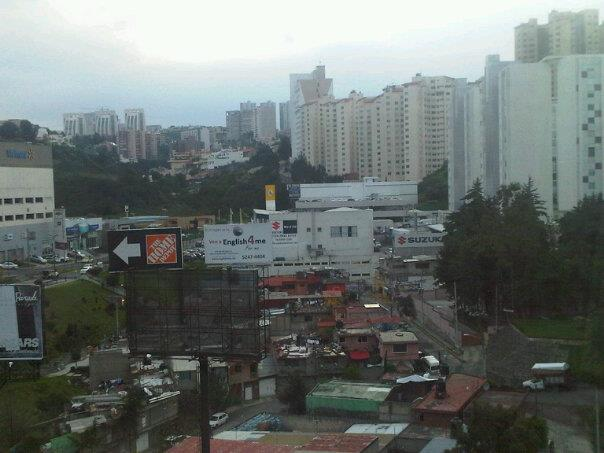
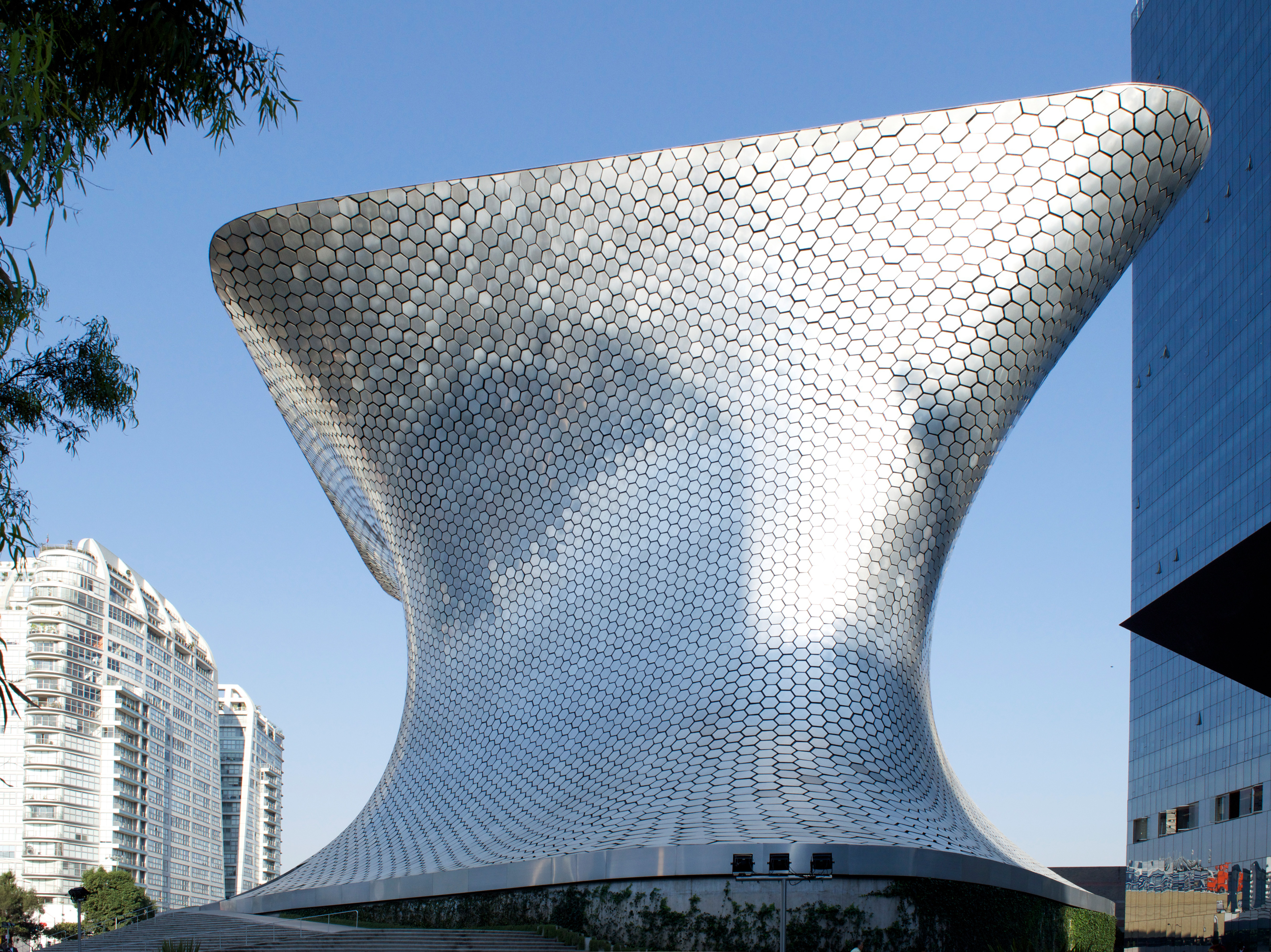